# Pussy Party
Pour plus de détails, voir Fiche technique et Distribution.
Pussy Party, également connu sous le nom de Cousin Stevie’s Pussy Party, est une série pornographique américaine de vidéofilms produite par les Studios CSI & Pure Play entre 2004 et 2008. 
Le titre de la série veut dire que c'est la fête du sexe entre filles. Les 24 volets qui ont été produits ne montrent que des scènes de sexe lesbien ou des filles en solo. Plus de 140 actrices différentes ont joué dans cette série.
En 2006, la série a remporté l'AVN Award de la meilleure série « lesbiennes » (Best All-Girl Series).

## Liste des films

### Pussy Party de 01 à 10
- Cousin Stevie’s Pussy Party 01 (12 mai 2004 - 118 min)
  - Distribution : Charisma Cole, Eva Angelina, Katja Kassin, Lola Vargas, Lonnie Waters, Mari Possa, Monica Temptem, Sarah Blake

- Cousin Stevie’s Pussy Party 02 (23 juin 2004 - 106 min)
  - Distribution : Alexis Fire, Cole Conners, Dominica Leoni, Eva, Flower Tucci, Gia Jordan, Kimberly Kane, Nikki Loren, Shy Love

- Cousin Stevie’s Pussy Party 03 (16 août 2004 - ? min)
  - Distribution : Alana Evans, August Night, Harmony Rose, Jade Hsu, Michelle Lay, Natalia Wood, Nicki Hunter, Silky Thumper

- Cousin Stevie’s Pussy Party 04 (2004)
  - Distribution : Charlie Laine, Jassie, Kayla Marie, Lexie Marie, Makayla Cox, Monica Sweetheart, Penny Flame

- Cousin Stevie’s Pussy Party 05 (2004)
  - Distribution : Diamond Foxxx, Jackie Moore, Lani Kaluha, Lyla Lei, Monica Mayhem, Roxanne Hall, Trina Michaels, Trinity

- Cousin Stevie’s Pussy Party 06 - Lakeview (2004)
  - Distribution : Candi Apple, Flower Tucci, Julie Night, Kami Andrews, Kat, Cailey Taylor, Kylie Wylde, Marlena

- Cousin Stevie’s Pussy Party 07 (2005)
  - Distribution : Angela Stone, Avy Lee Roth, Cytherea, Lili Thai, Sandra Romain, Taylor Kurtis, Tyla Wynn, Victoria Sin

- Cousin Stevie’s Pussy Party 08 - Big Toys (2005)
  - Distribution : Aria Noir, Candy Lee, Celeste Star, Genesis Skye, Naudia Nyce, Selena Silver, Sinn Sage, Tiffany Taylor

- Cousin Stevie’s Pussy Party 09 - Lick This (2005)
  - Distribution : Avy Lee Roth, Billie Britt, Cytherea, Michelle Lay, Naudia Nyce, Nicki Hunter, Roxanne Hall, Savannah James, Tiana Lynn, April Storm

- Cousin Stevie’s Pussy Party 10 - Wet-N-Wild (2005)
  - Distribution : Anastasia Pierce, Angela Stone, Annie Cruz, Julie Night, Kami Andrews, Kelly Wells, Mia Banggs, Sammie Rhodes

### Pussy Party de 11 à 20
- Cousin Stevie’s Pussy Party 11 -  Ho Down (2005)
  - Distribution : Angela Stone, Bailey, Charlie Laine, Dakota Dare, Marlena Mason, Sammie Rhodes, Veronica Stone, April Storm, Ava Vincent, Dillan Lauren

- Cousin Stevie’s Pussy Party 12 - Anal Mimosas (2005)
  - Distribution : Alysa Knight, Dillan Lauren, Hillary Scott, Kat, Layla Jade, Stacy Thorn, Noname Jane, April Storm

- Cousin Stevie’s Pussy Party 13 - Squirt, Squirter, Squirting (2005)
  - Distribution : Angela Stone, Annie Cruz, Cytherea, Flower Tucci, Julie Night, Kami Andrews, Kat, Kelly Wells, Kylie Wylde, Lili Thai, Nicki Hunter, Tiana Lynn

- Cousin Stevie’s Pussy Party 14 - King Klit (2006)
  - Distribution : Amber Peach, Brandi Wylde, Erika Kole, Kami Andrews, Missy Monroe, Monica Sweetheart, Taryn Thomas, Vivian West, April Storm

- Cousin Stevie’s Pussy Party 15 - Unwrapped (2006)
  - Distribution : Darryl Hanah, Flower Tucci, Kayla Paige, Nadia Styles, Rita Faltoyano, Roxy Jezel, Sunny Lane, Vixen Vogel, April Storm

- Cousin Stevie’s Pussy Party 16 (2006)
  - Distribution : Alana Evans, Ariana Jollee, Felony, Kaylynn, Nikki Nievez, Phyllisha Anne, Sindy Lange, Venus

- Cousin Stevie’s Pussy Party 17 - Dark Chocolate, Vanilla Cream (2006)
  - Distribution : Aubrey Addams, Brooke Haven, Christie Lee, Jada Fire, Mischa McKinnon, Naomi Russell, Sierra Sinn, Veronica Jett

- Cousin Stevie’s Pussy Party 18 - Captive (2006)
  - Distribution : Ariel Summers, Charlie Laine, Eva Angelina, Gianna Lynn, Holly Wellin, Jenna Presley, Rebeca Linares, Sunny Lane

- Cousin Stevie’s Pussy Party 19 - Hot Summer Orgy (2006)
  - Distribution : Ana Nova, Cindy Crawford, Clara G., Kylie Wylde, Lexi Bardot, Naomi Russell, Nicki Hunter

- Cousin Stevie’s Pussy Party 20 - MILFs Naked And Nasty  (2007)
  - Distribution : Kala Prettyman, Kayla Paige, Kayla Quinn, Michelle Aston, Puma Swede, Rucca Page, Veronica Rayne

### Pussy Party de 21 à 24
- Cousin Stevie’s Pussy Party 21 - Rude Little Pigs (2007)
  - Distribution : Aaliyah Jolie, Allison Pierce, Felony, Laeh Lexington, Luscious López, Shannon Kelly, Sunny Lane, Velvet Rose

- Cousin Stevie’s Pussy Party 22 (2007)
  - Distribution : Avy Lee Roth, Flower Tucci, Julie Night, Kami Andrews, Mari Possa, Monica Sweetheart, Nicki Hunter, Sammie Rhodes, Trina Michaels

- Cousin Stevie’s Pussy Party 23 - Big Squirt (2008)
  - Distribution : Amber Peach, Amber Rayne, Amile Waters, Annabelle Lee, Lexi Love, Miss Kitty, Naudia Brown, Sindee Jennings

- Cousin Stevie’s Pussy Party 24 (2008)
  - Distribution : Alana Evans, Flower Tucci, Luscious López, Nicki Hunter, Olivia O'Lovely, Richelle Ryan, Sunny Lane, Trina Michaels

## Récompenses et nominations
- 2006 AVN Award - Best All-Girl Series - Pussy Party[1]
- 2006 AVN Award nommée - Meilleure scène solo pour Kami Andrews dans Cousin Stevie’s Pussy Party 10